# ماریون (شهرستان اوسکئولا، میشیگان)
ماریون (به انگلیسی: Marion Township) یک منطقهٔ مسکونی در ایالات متحده آمریکا است که در شهرستان اوسکئولا، میشیگان واقع شده‌است.
 ماریون ۹۶٫۰ کیلومتر مربع مساحت و ۱٬۵۸۰ نفر جمعیت دارد و ۳۴۲ متر بالاتر از سطح دریا واقع شده‌است.